# A jelenések könyve

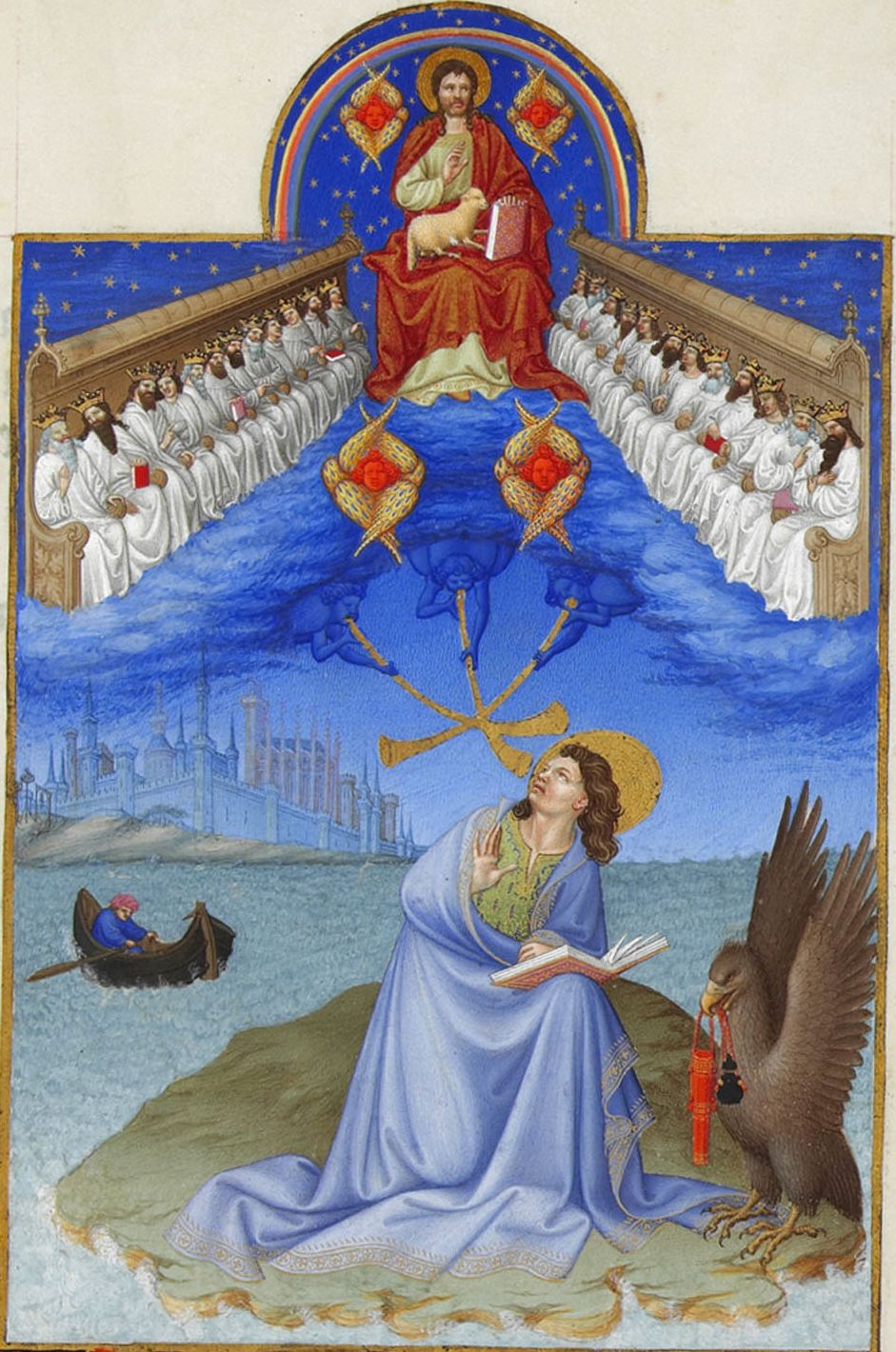
János látomása Patmosz szigetén
„Én János, a ki néktek atyátokfia is vagyok, társatok is a Jézus Krisztus szenvedésében és királyságában és tűrésében, a szigeten valék, a mely Páthmósnak neveztetik, az Isten beszédéért és a Jézus Krisztus bizonyságtételéért. Lélekben valék ott az Úrnak napján, és hallék hátam megett nagy szót, mint egy trombitáét” Jelenések könyve

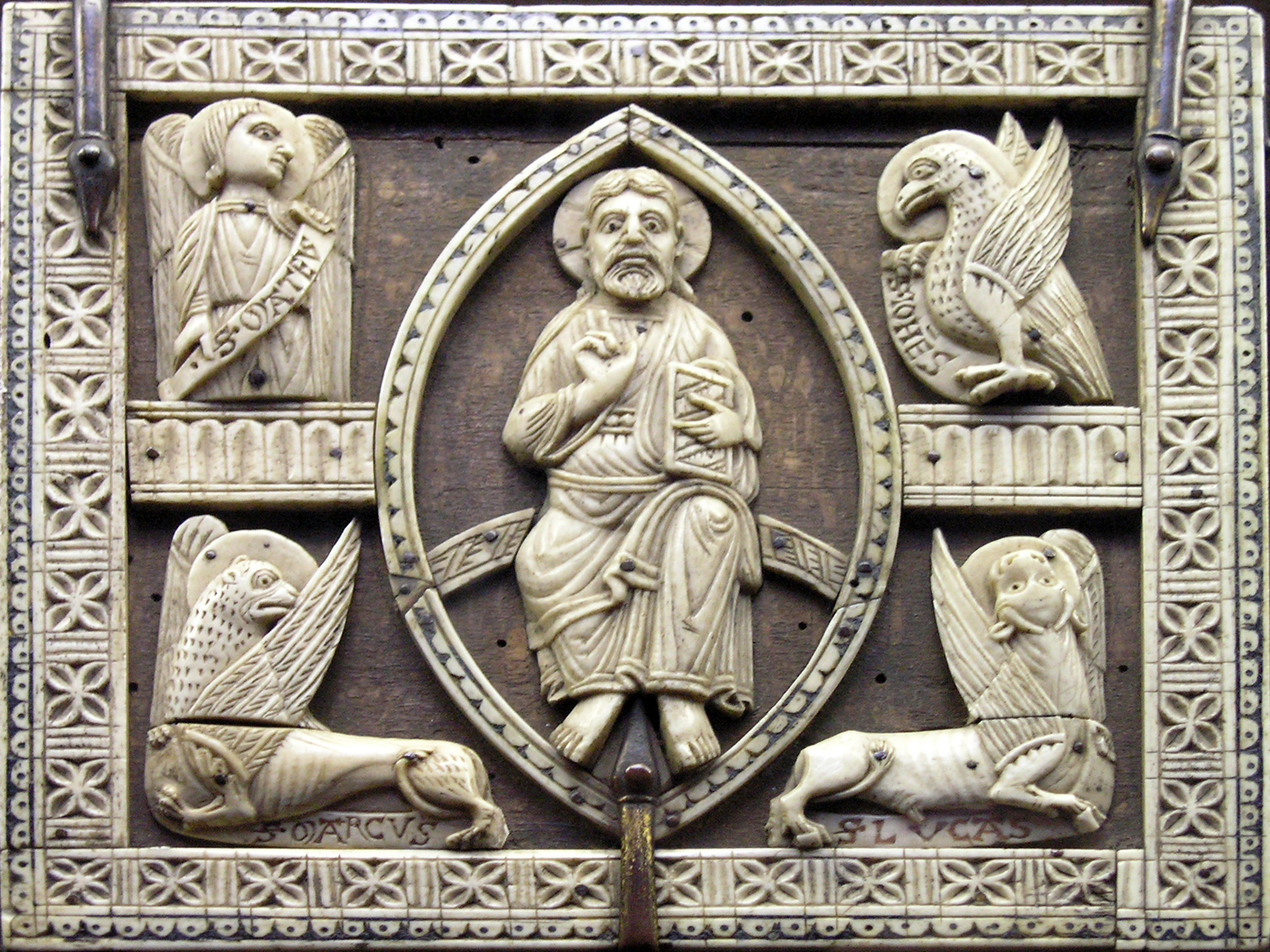
Tetramorf. „és a királyi széknél középen négy élőlény, elöl és hátul szemekkel tele. Az első élőlény oroszlánhoz, a második bikához volt hasonló, a harmadik élőlénynek olyan arca volt, mint egy embernek, a negyedik élőlény pedig repülő sashoz hasonlított. A négy élőlény, amelynek egyenként hat szárnya volt, körös-körül és belül tele volt szemekkel”

A jelenések könyve, vagy más bibliafordítási neveinː Jelenések könyve vagy János jelenései stb., elterjedt nevén János apokalipszise (Αποκάλυψη του Ἰωάννου) a Biblia újszövetségi iratainak utolsó, prófétai igénnyel fellépő könyve, görög nyelvű őskeresztény mű. Címzettjei a Jézus Krisztusban hívő keresztények, a könyv elején pedig a hét kisázsiai gyülekezet: Efezus, Smirna, Pergamon, Thiatira, Sardis, Filadelfia, Laodícea (Jel. 2–3. rész)

## A keletkezés ideje és helye
A Jelenések könyvének keltezésére vonatkozóan az egyik adat Iréneusz egyházatya megjegyzése a 2. század végéről. Az ominózus mondat Eusébiusnál maradt fenn: 
„Ha nyíltan ki kellett volna hírdetni a mai időkben (az Antikrisztus) nevét, akkor ezt kimondta volna, aki a Jelenést is szemlélte. Hiszen nem ezelőtt régen látta azt, hanem majdnem a mi nemzedékünk idején, Domitianus uralkodásának a vége felé…” 
A legtöbb kutató a Jelenések keletkezésének idejét Domitianus római császár uralkodásához köti, és az 1. század 90-es éveire teszi.
A látomás és annak írásba foglalása a Jelenések szerzőjének közlése szerint Pátmosz szigetén történt.

## A szerzőség kérdése
Könyvében a szerző Jánosnak nevezi magát. Nem hívja magát apostolnak, azt mondja: Jézus szolgája és próféta. Száműzetésben él Pátmosz szigetén, mert terjesztette a Jézusról szóló örömhírt. Tekintélyes egyházatyák Szent Jusztinusz, Hierapoliszi Papiasz, Szardeszi Meliton János apostolt tartják a könyv szerzőjének, a római antimontanista Gaius (Kr. u. 210 körül) a Kerinthosz  nevű gnosztikus szerzőnek tulajdonítja, Alexandriai Dionüsziosz pedig nem az apostolt, hanem egy másik Jánost sejt a szerző mögött.
A modern kor teológusai sem tudtak egyöntetűen állást foglalni a szerzőség kérdésében. Az apostoli szerzőség ellen a következő érveket hozzák fel:
1) a Jelenések sokkal gyengébb görög nyelven van írva, mint a többi jánosi irat, látható, hogy a szerző görögül ír, de héberül gondolkodik, helyesírási hibák is szép számmal vannak a műben;
2) a Jelenések görög szavainak írásmódja, használata jelentősen eltér az evangéliumétól; például Jeruzsálem az evangéliumban „Hierosolyma”-ként olvasható, míg a Jelenésekben „Ierousalém”-ként;
3) a Jelenések szerzője nem nevezi magát apostolnak, pedig ez adná meg könyvének az igazi tekintélyt, hanem prófétaként mutatkozik be;
4) nagy a stiláris és teológiai különbség a Jelenések és a biztosan Jánosnak tulajdonítható írások között.
Az apostoli szerzőség mellett kiállók ellenben mindezeket nem tartják perdöntőnek. A gyengébb görög nyelvezet szerintük azzal magyarázható, hogy az öreg János apostol nem saját kezűleg írta le a látomásait, hanem egy „titkár” segítségével, és annak volt gyengébb a görög tudása. A stiláris és teológiai különbözőségek pedig a műfaji különbségekre vezethetők vissza. Szerintük a szöveg egyértelműen utal a szerző zsidó származására, és arra, hogy komoly tekintélye van a kisázsiai gyülekezetek között. Ez pedig - vélik a jánosi hagyomány védelmezői – arra utal, hogy a szerző csakis János apostol lehet.

## Kanonizálása
A könyv kanonikussága sokáig vitatott volt, bár többen már a 2. században apostoli tekintélyt tulajdonítottak a műnek. Markion egy „zsidó irat”-nak bélyegezte és elvetette, nem volt egyedül. Eusébius még a 4. század elején is ingadozott a kanonikusságát illetően. A nyugati egyházban csak a 4. század végén vették fel a kánoni listára. Keleten még később, csak a 9. századtól számít egyöntetűen kánoninak. A könyv tekintélye azonban ezzel nem lett végleges.
Az újkorban Erasmus vonta kétségbe először a könyv apostoli szerzőségét, és ezzel együtt a tekintélyét. Véleményét osztotta Luther Márton is, aki szerint a Jelenések „sem nem apostoli, sem nem prófétai”. Ugyanilyen ellenségesen viszonyult hozzá Zwingli is. „Nem mutatunk érdeklődést a Jelenések iránt … nem bibliai írásról van itt szó.” Sem a szókincse, sem a szelleme után nem lehet János írásának tekinteni. Kálvin is idegenkedett a Jelenésektől, nem is írt hozzá kommentárt. Mindezek ellenére az ókori hagyományt megőrizve a legtöbb mai egyház elfogadja a könyv kanonikusságát.
A 21. században a Jelenések könyve továbbra is az egyetlen újszövetségi könyv, amelyet nem olvasnak az ortodox kereszténység „szent liturgiájában”.
A könyvvel szembeni ellenségesség érződik a múltból megmaradt kéziratokon is. A Jelenések könyvének kevesebb kézirata van, mint az Újszövetség bármely más könyvének.

## Helye az ókori apokalipszisek között
A Jelenések könyve nem egyedülálló mű. Az ókori héber és az ókeresztény apokaliptikus irodalmi műfaj jellegzetes alkotása. Az ókorban számos hasonló stílusú, rövidebb-hosszabb írásmű született (→ apokalipszis), melyek vagy önállóan, vagy egy nagyobb mű részeként váltak ismertté. A műfaj jellemzője, hogy az Isten akaratában elrejtett titkokat, leginkább a jövendőt tárja fel. 
Az apokalipszist mint irodalmi formát az i. e. 3-1. sz. palesztinai politikai és társadalmi válságai hívták létre. A kor súlyos kérdéseiben harcosan, de eszkatológikus szemlélettel foglaltak állást. A homályos, burkolt kifejezéseiknek ez a magyarázata.
A korai zsidó apokaliptika egy része – a prófétai látomások részleteiként – bekerült a kánonba is: Ézsaiás, Ezékiel, Jóel, Dániel könyve. Többsége azonban a pszeudepigrafikus irodalom körébe tartozik (Ábrahám apokalipszise, Barukh apokalipszise, Ezra 4. könyve, Ezra apokalipszise, Ezra látomása, Hénokh könyve, Illés apokalipszise, Mózes égbe ragadtatása, A tizenkét ősatya testamentuma, Ádám és Éva élete, Jubileumok könyve). A héber apokaliptika következetesen hirdette a monoteizmust, ezzel a zsidóság megmaradásának fontos eszközévé vált.
E művek egy részét később keresztény szellemben átdolgozták. Ezek annyiban különböznek a héber apokalipszisektől, hogy Jézust mint az Isten fiát és megváltót állítják az események középpontjába. A keresztény apokalipszisek közül a kánonba csak egy került, a Jelenések könyve, amely azonban nem egy korábbi apokalipszis átdolgozása, hanem a szerző önálló alkotása, ám sokat merít a régi írások képeiből. A Jelenéseken kívül több apokalipszis a korai egyházban nagy tekintélyt élvezett (Hermasz pásztora, Péter apokalipszise), s számos más irat is a műfaj nagy népszerűségéről tanúskodik (Ezra 5. és 6. könyve, Jesaia égbe emelkedése, Pál apokalipszise, Tamás apokalipszise). János neve alatt három apokrif apokalipszis is fennmaradt. Két kései mű Mária nevét viseli (Mária apokalipszisei).
Az apokalipszisek keletkezésük korában, majd egészen az i. sz. 5. századig igen népszerű, olvasott alkotások voltak. Elterjedtségüket számos fordítás is tanúsítja. A kánon megszilárdulásával és a dogmatika kialakulásával párhuzamosan azonban az egyház pusztítani kezdte szövegük példányait, s ezért legtöbbjük csak a fordításokból rekonstruálható. A zsidó apokalipszisek ugyanúgy az „eretnek tanokat” üldöző „hivatalos vallás” áldozataivá váltak; eredeti szövegében közülük ma egy sem ismert.

## Felosztása
- Bevezetés – 1. rész

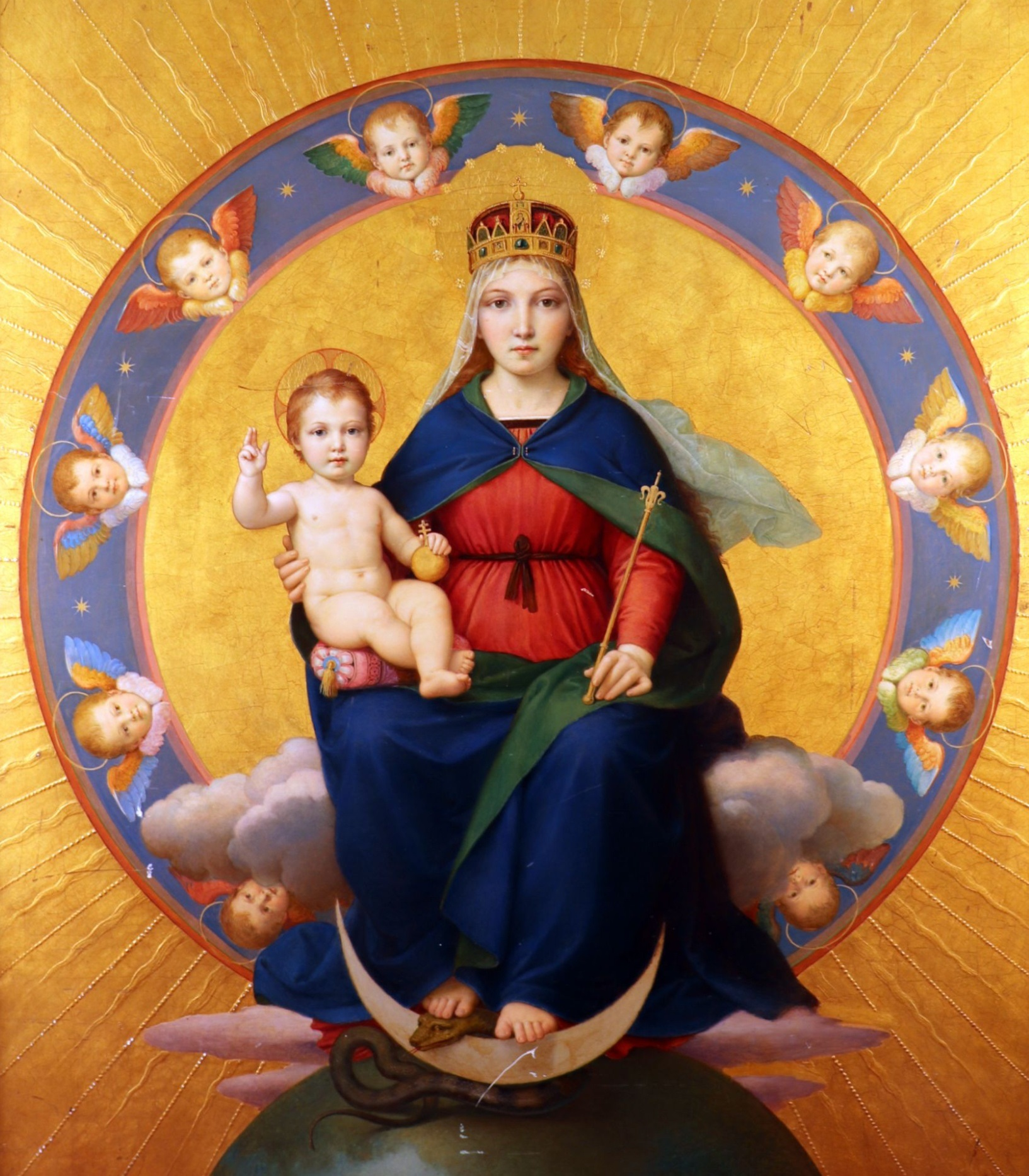
A Napbaöltözött asszony vagy az Apokalipszis asszonya – a Jelenések könyve egyik fő metaforája – Szoldatits Ferenc festménye.

- 7 levél a 7 kis-ázsiai egyházhoz – 2–3. rész
- A 24 vén és a 4 élőlény – 4. rész
- A 7 pecsétes könyv – 5–6, 8. rész
- A 144 ezer – 7. rész
- 7 harsona/trombita – 8–9, 11. rész
- A Napbaöltözött asszony – 12. rész
- Az Egyház és a Sátán harca – 10–13. rész
- 3 angyal bejelenti az ítéletet – 14. rész
- 7 pohár (Az utolsó hét csapás) – 15–16. rész
- A nagy Babilon, a nagy parázna asszony – 17–18. rész
- A parázna bukása, Krisztus megjelenése, a két vadállat – 19. rész
- Krisztus ezeréves uralma (millennium), feltámadás, végítélet – 20. rész
- Az új Föld, az eljövendő „új Jeruzsálem” – 21–22. rész
- A könyv bezárása – 22. rész

## Tartalmának összefoglalása
- A szerző leírja, hogy az általa megörökített élményekben akkor részesült, amidőn Patmosz szigetén tartózkodott, és lélekben innét elragadtatva látta a jövőben majd bekövetkező történéseket (1,9–10).
- A könyvének kezdő iratát a hét kis-ázsiai gyülekezetnek címzi: „Efezusba, Szmirnába, Pergamonba, Thiatirába, Szárdiszba, Filadelfiába és Laodiceába” (1,11).

- A szerző szót ejt hét gyertyatartóról és hét csillagról – ezek a hét gyülekezet angyalát, illetve magát a hét gyülekezetet jelentik.
- A hét gyertyatartó között járó és a hét csillagot a jobb kezében tartó különös kinyilatkoztató mind a hét gyülekezet számára sajátos üzeneteket ad át a szerzőnek, amelyekben bizonyos tetteikért a gyülekezeteket megdicséri, más cselekedeteikért pedig büntetésekkel fenyegeti őket. Helyesli például, hogy az efezusiak fellépnek a nikolaiták ellen. Támadja a szmirnai gyülekezet ama tagjait, akik „zsidóknak mondják magukat, pedig nem azok, hanem a sátán zsinagógája”. Helyteleníti, hogy a pergamoni gyülekezetben akadnak olyanok, akik Bálám és a nikolaiták tanításait követik. A thiatirai gyülekezetnek a következő szemrehányásokat teszi: „…az a panaszom ellened, hogy eltűröd Jezábelt, azt az asszonyt, aki prófétának mondja magát és tanít, és eltántorítja szolgáimat, hogy paráználkodjanak és bálványáldozati húst egyenek…” (2. rész).
- A szerző látomásban feljutott a mennybe, és ott látta az Istent királyi széken ülni, továbbá azt, hogy az Isten körül királyi székeken 24 vén foglalt helyet, aki dicsérte a menny Urát.
- Az „Úr” széke előtt „hét lámpás égett lobogó lánggal: az Isten hét lelke. A királyi szék előtt üvegtenger volt, kristályhoz hasonló, és a királyi széknél középen négy élőlény, elöl és hátul szemekkel tele. Az első élőlény oroszlánhoz, a második bikához volt hasonló, a harmadik élőlénynek olyan arca volt, mint egy embernek, a negyedik élőlény pedig repülő sashoz hasonlított. A négy élőlény, amelynek egyenként hat szárnya volt, körös-körül és belül tele volt szemekkel, és szünet nélkül, éjjel és nappal ezt mondta: »Szent, szent, szent az Úr, a mindenható Isten, / aki volt, és aki van, és aki eljövendő!«”
- A látnok azt is írja, hogy az Isten jobb kezében látott egy könyvet, amely kívül és belül tele volt írva, s hét pecséttel volt lezárva.

- A Jelenések könyvének fontos metaforái az asszonyok, (a bíborba, skarlátba és napba öltözött asszony), amely egyes értelmezésekben az Anyaszentegyházra utal.[20]
- Mindezek után a „Bárány” (Jézus) ítéletet tart, miközben kíséretében van az a 144 000 megpecsételt férfi, aki asszonnyal nem szennyezte be magát, vagyis szűz. Hippói Ágoston és számos egyházatya szerint a szüzesség szó szerint értendő.[21] Mások, például az adventisták szerint szimbolikus kép a megváltottakról, akik nem fertőzték meg magukat a bűnnel, hanem megőrizték szűzi tisztaságukat Isten parancsolatainak és Jézus bizonyságának megőrzése által.[22]

- Végül arról beszél a Jelenések könyve, hogy a régi föld elmúlása után új föld keletkezik, amelyen az üdvözült emberek örök boldogságban fognak élni.

## Értelmezésének irányzatai
A Jelenések könyvét az írásmagyarázat története során sokféleképpen próbálták magyarázni. A könyvnek mára négy fő értelmezése alakult ki: a történelmi, a futurista, a preterista és az idealista.

### Történelmi
Az ókorban és a középkorban az ún. történelmi magyarázati elvet részesítették előnybe. Ez a magyarázat azt mondja, hogy a Jelenések könyve a kereszténység nagy eseményeit jövendöli az 1. századtól kezdve meg egészen a világ végéig. Ezzel a feltevéssel sokan megpróbálták a Jelenések alakjait és képeit a történelem bizonyos személyeivel és eseményeivel azonosítani. Az apokalipszis szimbólumai Európa történelme fő egyházi eseményeinek felelnek meg, beleértve a pápaságot, a protestáns reformációt, a francia forradalmat és az olyan nagy uralkodókat, mint I. Károly.
Ez a nézet a fő reformátorok értelmezése volt, így Wycliffé, Lutheré, Kálviné, Zwinglié, vagy John Knox-é, Wesley-é. 
A 17. századtól a 20. század elejéig számos protestáns felekezet értelmezése volt, utána sok áttért az idealista nézőpontra.
A 20. század eleje óta csökkent ezen értelmezés népszerűsége és befolyása.
Napjainkban főleg az adventista írásmagyarázók magyarázati elve.
A módszer a kritikusok szerint önmagát cáfolta meg, mert időről időre változtatni kellett az eredményein. Ugyanis a történelmi események nem alkalmazkodtak ahhoz a menetrendhez, amit a magyarázók a Jelenésekben felfedezni véltek. Másodszor, ez a nézet leginkább az európai egyház eseményeire összpontosít, és nagyon keveset mond pl. az ortodox egyházról. Szűk látóköre nem veszi figyelembe Isten tevékenységét pl. Ázsiában és a világ többi részén.

### Futurizmus
A futurista nézet azt mondja, hogy a Jelenések könyve 4-22. fejezeteinek eseményei a jövőben fognak megtörténni. A futuristák három részre osztják a Jelenések könyvét, az 1:19 kijelentése szerint: „amit láttál, ami most van és ami meg fog történni”. Az 1. fejezet a múltat írja le („amit láttál”), a 2-3. fejezet a jelen, a könyv többi része pedig a jövő eseményei.
A futuristák szó szerinti megközelítést alkalmaznak a Jelenések értelmezésében. A 4-19. fejezet a hétéves nyomorúságként ismert időszakra utal (Dán 9:27). Ezalatt Isten ítéletei ténylegesen kiáradnak az emberiségre, ahogy a pecsétek, trombiták és csészék (poharak) formájában megjelennek. A 13. fejezet egy szó szerint jövőbeli világbirodalmat ír le, amelynek élén a két vadállat által képviselt politikai és vallási vezető áll. A 17. fejezet egy paráznát ábrázol, aki a hitehagyó egyházat képviseli. A 19. fejezet Krisztus második eljövetelére és az armageddoni csatára utal, amelyet a 20. fejezetben Krisztus szó szerinti ezeréves uralma követ a Földön. A 21-22. fejezet a millenniumot követő események: egy új föld teremtése.
A futurista nézet követői leginkább a szabadegyházak az evangéliumi keresztények képviselői közül kerülnek ki. A futurista nézet egyik legnépszerűbb változata a diszpenzációs teológia.
Szerintük a Jelenések könyvében megfogalmazott próféciák jelentős része még nem teljesedett be, megvalósulásuk a jövőben várható. Teológiailag rendkívül heterogén irányzat. Ahány kisegyház annyiféle értelmezés. Egyetlen közös pontjuk, hogy a világ végét és Jézus második eljövetelét mindig a közeljövőben várják, s a Jelenések jelképei mögött az épp aktuális történelmi eseményeket, világhatalmakat, politikai, vallási vezetőket vélnek felismerni.
E nézet egyik fő kritikája az, hogy a Jelenések könyve apokaliptikus irodalom, és ezért inkább allegorikusan vagy szimbolikusan kell értelmezni, mint szó szerint. A viták egyik kulcseleme, különösen a preteristák és a futuristák között, a Jelenések könyve megírásának dátuma. A preteristák az i.sz. 70 előtti dátum mellett érvelnek, míg a futuristák az i.sz. 95-re teszik a megírásának idejét.

### Preterizmus
A preterista magyarázási elv egy szemléletmódot takar. Nem kötődik szorosan egyetlen felekezethez sem, de szemléletmódjának egyes elemei a legtöbb nagy egyház teológiájában megjelennek. A preteristák között két fő nézet létezik: a teljes preteristák és a részleges preteristák.
A módszer a Jelenések könyvének keletkezési idejében uralkodó politikai, történelmi viszonyokból indul ki, ami az 1. század. A magyarázat során összehasonlítja a Jelenések jelképrendszerét az ókori zsidó apokaliptika képeivel, s mindezen ismeretek birtokában próbálja felállítani a könyv üzenetét. Azt minden preterista teológus vallja, hogy a Jelenések képei mögött az 1. századi ősegyház üldözése, valamint a Római Birodalom ismerhető fel. Egyesek szerint a Jelenések könyve az 1. század 60-as éveiben született és középpontjában a zsidó–római háború, valamint Jeruzsálem pusztulása áll. Mások szerint egy apokaliptikus formában megírt vigasztaló írás az 1. század végéről, jelképei pedig Domitianus császár keresztényüldözésével hozhatók összefüggésbe.
A teljes preteristák úgy vélik, hogy a Jelenések könyvében található összes prófécia beteljesedett i.sz. 70-ben. A részleges preteristák úgy vélik, hogy a Jelenések könyve próféciáinak többsége bár beteljesedett Jeruzsálem 1. századi pusztulásában, de a könyv 20-22. fejezetei olyan jövőbeli eseményekre mutatnak rá, mint a hívők jövőbeli feltámadása és Krisztusnak a Földre való visszatérése. A részleges preteristák a teljes preterizmust eretnekségnek tekintik, mivel tagadják Krisztus második eljövetelét, és a feltámadás szokatlan nézetét tanítják.
Számos kritika éri a preterista nézetet is. Először is, a Jézus Olajfák-hegyi beszédében (Mt 24.) és a Jelenések 4-19. részeiben leírt események több szempontból is eltérnek Jeruzsálem elestétől. Az egyik példa az, hogy Krisztus úgy írta le a visszatérését, hogy „… ahogy a keletről jövő villámlás még nyugaton is látható, olyan lesz az Emberfiának eljövetele” (Mt. 24:27). A preteristák úgy vélik, hogy ez a római hadsereg előrenyomulására utal Jeruzsálem felé. A római hadsereg azonban nyugatról keletre nyomult előre Jeruzsálem ellen, és támadásuk nem volt gyors villámcsapás. A zsidó-római háború több évig tartott, mielőtt Jeruzsálemet ostrom alá vették, és a város hosszas ostrom után esett el. Másodszor, Titusz hadvezér nem állította fel „a pusztító utálatosságot” a jeruzsálemi templomban. Inkább lerombolta a templomot és porig égette. A nagy probléma a preterista nézőponttal a Jelenések könyve utolsó fejezeteiben bemutatott döntő győzelem. Nehéz elhinni, hogy János kevesebbet látott, mint a Sátán teljes legyőzését, a gonosz végső pusztulását és Isten örökkévaló uralmát.

### Idealista
Az idealista (vagy spirituális) nézet azt mondja, hogy a Jelenések könyve szimbolikus nyelven írja le az Isten és a Sátán, a jó és a gonosz elleni harcot az idők során. 
Felfogása szerint a szimbólumok sem a múlt, sem a jövő eseményeivel nem azonosíthatóak. Deklaráltan nem hisz sem a világ végében, sem az ezeréves birodalomban, sem az ítélet napjában, mint történelmi eseményekben. A könyvet inkább spirituálisan értelmezik, és a Megváltó Krisztus mindent legyőzni tudó hatalmának jelképes kifejezését látják benne. Szerintük a könyv az olvasó figyelmét azokra az örök lelki értékekre irányítja, melyekért küzdeni érdemes.
E nézet allegorikus megközelítését az ókori egyházatya Órigenész (185-254) vezette be, és Ágoston (354-420) tette kiemelkedővé. A Jelenések könyvében szereplő szimbólumok nem konkrét eseményekhez kötődnek, hanem az egyháztörténet témáira mutatnak rá. A könyvben szereplő csatákat szellemi hadviselésnek tekintik, amely a keresztények üldözésében vagy általában a történelemben előforduló háborúkban nyilvánul meg. Napjainkban főleg római katolikusok és néhány liberális, főbb protestáns felekezet álláspontja.
Az idealista nézetnek több gyenge pontja is van. Először is, ez a nézet tagadja a Jelenések látomásának bármilyen konkrét történelmi beteljesülését.  Másodszor ennek a megközelítésnek a követői gyakran hagyták, hogy koruk kulturális és társadalompolitikai tényezői befolyásolják értelmezésüket, ahelyett, hogy a szerző szándékát keresték volna. Az értelmezésben az apokalipszis jelenthet bármit vagy semmit, a tolmács szeszélye szerint. Hacsak az értelmezők nem a hermeneutika grammatikai, történeti és kontextuális módszerén alapulnak, nyitva hagyják magukat az alternatív értelmezések előtt, amelyek akár ellentmondhatnak a szerző szándékának.

### Egyéb értelmezések
- ezoterikus értelmezés
- felekezetek, vallási mozgalmak értelmezése, például:
  - Jehova tanúi értelmezése
  - mormon értelmezés
  - anglikán nézőpont stb.

## Különféle irányzatok értelmezésének összehasonlítása
| Téma                                                  | Futurista nézőpont | Preterista nézőpont | Történelmi értelmezési irányzat | Jehova Tanúi értelmezése |
| ----------------------------------------------------- | --- | --- | --- | --- |
|                                                       | A futurista nézőpont alapján a Jelenések eseményei a világ végén fognak teljesedni. | A preterista nézőpont a Jelenések könyve leírását a múltba helyezi, az apostol korára. Úgy vélik, hogy Jeruzsálem pusztulásakor (Kr. u. 70) teljesültek a „világvége” eseményei és a második eljövetel, a végítélet stb. szimbolikus jelentőségű. | A történelmi értelmezési irányzat alapján a Jelenések könyve az apostol korától a világ végéig (Krisztus visszajöveteléig és az új föld felállításáig) terjedő eseményeket mutatja be. | A Jelenések sok mindent szimbólumokban közöl és jelentős része napjainkban teljesedik |
| A hét gyülekezet (Jel. 2-3.)                          | A hét korabeli gyülekezet létező gyülekezetek voltak. A Jelenések levelei nekik szóltak, de a futuristák gyakran gyakran másodlagos jelentést is tulajdonítanak a gyülekezeteknek, s a történelmi irányzat szemléletében magyarázzák.                                            | Csak a hét korabeli keresztény gyülekezetnek írt üzenet. | A hét őskeresztény gyülekezetnek írt levél, továbbá a kereszténység történelmének hét olyan szakasza, amely az apostol korától Krisztus visszajöveteléig terjed. | A hét gyülekezetnek küldött üzenet Isten népe minden tagjának szólnak, a ma élő hívőknek is. |
| A hét pecsét (Jel. 5-8.)                              | A pecsétek feltörése a jövőben, a világ végén teljesedik be. | Az első századokban teljesedett be. Az apokalipszis lovasai: háborúk, éhínségek, betegségek, járványok stb. | A hét pecsét feltörése az apostol korától a világ végéig teljesedik. A legtöbb pecsét már feltöretett. | |
| A 144 ezer (Jel. 7:1-8)                               | Szó szerinti szám, különböző értelmezésekkel. | Szimbolikus szám a megváltottak seregéről, akik a zsidó népből lettek kereszténnyé. | Szimbolikus szám a megváltottakról. | Szó szerinti szám a lelki Izráelből. |
| A sáskák (Jel. 9:1–11)                                | Démoni erők, amely a világ végén jelenik meg a földön. | Két zsidó gonosz szekta (vezetőik Simon és János), akik rengeteg szenvedést okoztak a zsidó nép soraiban a 60-as években. Pusztításaikról Iosephus Flavius tudósít. | Több értelmezés a csoporton belül: 1. A muszlim arab hordák, amelyek elözönlötték Észak-Afrikát, a Közel-Keletet és az Ibériai-félszigetet a 6–8. században. 2. Démoni erők a világ végén. | Az 1919-ben újraélesztett lojális keresztények csoportja. Ezen újkori „sáskák” csak azoknak ártanak, akiknek a „homlokán” nincs ott az Isten pecsétje, vagyis akik keresztényeknek állítják magukat, de életmódjuk meghazudtolja ezt az állítást. |
| Lovassereg az Eufrátesznél (Jel. 9:13-16)             | A jövőben fogja megtámadni ez a szimbolikus, hatalmas sereg Izraelt. | A római hadsereg egy jelentős része, amely az Eufrátesznél teljesített szolgálatot, de a zsidó római háború idején bevetették a zsidók ellen. Mások szerint nincs kortörténeti magyarázata a leírásnak, csupán az apokaliptikus jelképként értelmezendő hasonlóan Ezékiel 38. fejezetéhez és Hénok könyve 56. fejezetéhez.                                  | 1. Az Oszmán Birodalom a középkor vége felé 2. A jövőben megjelenő jelképes sereg. | A sáskákhoz hasonlóan a lovassereg is a teokratikus hadviseléssel van kapcsolatban, akik részt vesznek Jehova ítélet munkájában. A „megölés” nem más, mint annak ismertetése, hogy a kereszténység és annak papsága szellemileg teljesen halott, Jehova elvetette őket, és a pokol „tüzes kemencéje” vár rájuk.                                                                                     |
| A két tanú (Jel. 11:1–12)                             | Két személy, akik Jeruzsálemben fognak prófétálni a világ végén. | A „két tanú” Isten bizonyságtevője. Szimbolikus jelentésű. A keresztény Egyház első vértanúira dicsőséges életükre, halálukra és mennybemenetelükre utalnak. Mások szerint az egy apokaliptikus hagyomány beillesztése Illés és Mózes visszatéréséről. (Sirák könyve 48,10, Malakiás 3,23)                                                                  | A két tanú jelképesen az Ó- és az Új-Szövetség. Az Ószövetség Isten tetteinek tanúja, az üdvösség tervével és az előképi áldozatokkal, amelyek egy eljövendő üdvözítőre vonatkoztak. Az Újszövetség a tanúja a beteljesedett jövendöléseknek, amelyeket Isten adott az Ótestamentumban és azon eseményeknek, amelyek végbe mennek Krisztus 2. eljöveteléig. | A két tanú a felkent keresztényeket ábrázolja. |
| 1260 nap (Jel. 11:3)                                  | Szó szerinti 1260 nap (3,5 év) a világ végén, amikor Jeruzsálemben idegen hatalmak uralkodnak. | Szó szerinti 1260 nap (3,5 év), amely a „világ végén” történt, Kr. u. 70-ben, amikor a rómaiak elpusztították Jeruzsálemet 3,5 éves palesztíniai hadjáratuk után. Mások szerint jelképes időszak. A 7 (mint tökéletes kerek szám) fele prófétálással telik. A két tanú megtérésre hívja az embereket ezekben a terhes időkben.                              | 1260 nap = 1260 év (Dániel és Ezékiel próféciái alapján). A pápai fennhatóság 1260 éve a kereszténység felett. 538-ban, a pápaság főhatalomra jutásával kezdődött és 1798-ban ért véget, amikor a franciák megszállták Rómát. | 3,5 év, amely az északi féltekén 1919 tavaszától 1922 őszéig tartott. Ez a felépülés és újjászerveződés felfrissítő időszaka volt a helyreállított János osztály számára. Továbbá az Úr napjának kezdetén volt egy 3,5 éves időszak, amikor Isten népének kemény megpróbáltatásai egybeestek az itt megjövendölt eseményekkel. Ez az időszak 1914 decemberében kezdődött és 1918 júniusáig tartott. |
| A napba öltözött Asszony és a Sárkány (Jel. 12:1–6)   | A 2017. szeptember 23-án csillagászati eszközökkel megfigyelhető bolygó együttállás, mely napon a Jupiter (királycsillag) a Szűz csillagképben volt jelen, s közvetlen környezetében 12 másik csillag volt látható.                                                              | Az ószövetségi egyház szimbóluma, Izrael (az Asszony) aki megszüli a megváltó Jézust. A sárkány a földre vettetett Isten-ellenes hatalom jelképe, aki megpróbálja elpusztítani a gyermeket (Heródes). Később az asszony (a korai keresztény egyház), elmenekült Jeruzsálemből, annak elpusztítása előtt (Kr. u. 70.)                                        | A Sárkány Sátánt képviseli és az általa irányított földi hatalmakat. Az asszony szimbolizálja Krisztus igaz egyházát (követőit), amely elfut a pusztába az üldözések elől. | A Sárkány Sátánt jelképezi, az asszony Isten hűséges követőit. |
| A fenevad a tengerből (Jel. 13:1–8)                   | Az Antikrisztus egy jövőbeli hatalma, amely a keresztényeket üldözi. | A Római Birodalom, amely az őskeresztényeket üldözi Néró uralma alatt. A tenger szimbolizálja a Földközi-tengert és a Birodalom nemzeteit. | A tengerből feljövő fenevad az egyházi Róma, a pápaság. A tenger szimbolizálja a nemzeteket, a népeket. | A vadállatok: emberi kormányzatok, a tenger: az Istennel szembeszegülő gonosz emberek |
| A fenevad a földből 'A hamis próféta' (Jel. 13:11-18) | Az Antikrisztus egy jövőbeli hatalma, amely a keresztényeket üldözi. | A császárkultusz főpapsága. | A földből feljövő fenevad az Egyesült Államok. A föld, amely egykor a vallási üldözöttek menedékhelye volt. E hatalom által mindenki kényszerítve lesz, hogy a Sátán „jelét” viselje. | Az amerikai-angol világhatalmi szövetség. A két szarva mutatja, hogy kettős hatalomról van szó. A támogatott vadállat képmása az ENSZ. |
| A fenevad száma, 666 (Jel. 13:18)                     | Egyes neoprotestáns egyházak szerint a fenevad (vagy Antikrisztus) egy Istenellenes hatalom, a világot kormányzó totális diktátor, aki egy bizonyos bőr alá ültethető chipbe rejti majd a 666-os számot, s ennek viselésétől teszi függővé a gazdasági életben való megjelenést. | A Római Birodalom, amely az első keresztényeket üldözte. Néró császár, mely héber nevének számértékkel bíró betűiből ('NRWN QSR') is kiszámolható a 666. Mások Domitianus császárt sejtik a szám mögött (ld. még Antikrisztus) | Többek közt a pápa egyik nevének (Vicarius Filii Dei) számértéke, ami azt jelezheti, hogy a római katolikus egyház Jézus nevében az ő tanításaival ellentétes hatalmi és politikai tevékenységet folytat. | A 666 jelképesen azonosítja azokat, akik hagyják, hogy a földi rendszer irányítsa az életüket. A vadállat jelét viselő emberek azok, akik szembehelyezkednek Istennel. |
| Armageddon (Jel. 16:16)                               | Egy jövőbeli, szó szerinti ütközet Megiddo-nál (Armageddon), Izraelben. | Megiddo hegye (Armageddon) szimbolizálja Isten teljes győzelmét az Ő ellenségei felett. Armageddon csatája 2000 évvel ezelőtt történt, amikor Isten a rómaiakat használta fel eszközül, hogy megszüntessék a hitehagyott nép hamis Istentiszteletét. Mások ezt is csak jelképesen értelmezik: Krisztusnak az üldözők felett aratott győzelmét látják benne. | Jézus és a Sátán követői közti végső ütközet. | Az emberi kormányzatok és Jézus serege közötti végső háború, amely az egész földet érinti majd. |
| A nagy Babilon, a parázna nő (Jel. 17:1-5)            | A futuristáknak különféle nézeteik vannak erről a jelképről, ilyen az USA vagy az ENSZ. | A hitehagyott zsidó vallási elit, vagy másként: Jeruzsálem, „aki nem ismerte fel az ő meglátogatásának idejét” (Luk. 19,44), elvetette a messiást, üldözte a korai egyházat, és amely ezért ószövetségi kifejezéssel „nagy paráznának” nevezhető. Mások e mögött is a Római Birodalmat látják.                                                              | Míg az erényes asszony Isten igaz egyházát szimbolizálja, a parázna asszony a hitehagyott, elvilágiasodott egyházat jelképezi. | Jehova Isten és a népe ellensége: az összes „hamis vallás”. |
| Az 1000 év, (millennium) (Jel. 20:1-3)                | A Millennium szó szerinti 1000 év, Krisztus uralkodása az ellenségei legyőzése után. | A Millennium szimbolikus időkeret. Krisztus földi szolgálata és mennybemenetele óta ma is tart. Mások csupán egy apokaliptikus hagyomány továbbélését látják benne. | Krisztusnak és az Ő szentjeinek az első és második feltámadás közötti ezeréves mennyei uralma (Krisztus 2. eljövetele és a végső ítélet között). | Krisztus és a szentjeinek ezeréves uralma, ami akkor kezdődik, amikor Sátán és a démonai a mélységbe vettetnek. |
| A nagy nyomorúság                                     | Egy jövőbeli esemény. Az igaz hívők elragadtatása után a földön maradt bűnösök világszéles katasztrófákat, éhínséget, háborúkat, fájdalmakat fognak megtapasztalni. | Közel 2000 éve történt, amikor Isten megítélte a hitehagyott Izraelt és a pogány Róma elpusztította az államukat. (zsidó-római háború) | Két fő értelmezés a csoporton belül: 1. A nagy nyomorúság az 1260 éves időszak 538 és 1798 között, amikor a pápai hatalom üldözte Isten gyermekeit. 2. Egy jövőbeli esemény Jézus visszajövetele előtt. | Két párhuzamos részre osztható. 1. Az első században, amikor a rómaiak megtámadták Jeruzsálemet. 2. Jövőbeli esemény, amikor az ENSZ „megtámadja” a kereszténységet és a hamis vallás többi részét. |